# Europa Cinemas
Europa Cinemas – sieć kin, w ramach programu Unii Europejskiej „Media”.

## Cele programu
Celem programu jest:
- zwiększenie liczby filmów europejskich w ofercie kin – szczególnie europejskich produkcji nie krajowych – oraz zwiększenie ich oglądalności,
- zachęcenie właścicieli kin do wspierania inicjatyw europejskich skierowanych do młodej widowni,
- promowanie różnorodności w repertuarze filmów europejskich,
- zbudowanie sieci kin, które będą prowadziły wspólne przedsięwzięcia na szczeblu krajowym i europejskim.

## Sieć kin
Do sieci mogą przystąpić kina spełniające następujące kryteria:
- europejskie kina komercyjne działające przynajmniej sześć miesięcy, które prowadzą statystyki sprzedaży oraz rejestrują przychody,
- minimalna roczna liczba seansów: 520 (odchylenie od powyższej liczby jest akceptowane w przypadku kin z jedną salą projekcyjną działających w specyficznych warunkach),
- minimalna roczna liczba seansów dla kin plenerowych: 30,
- minimalna liczba foteli w obiekcie: 70,
- minimalna frekwencja w okresie dwunastu miesięcy:
  - 30 000 dla Niemiec, Hiszpanii, Francji, Włoch i Wielkiej Brytanii,
  - 20 000 dla pozostałych państw,
- profesjonalne wyposażenie techniczne,
- standardy bezpieczeństwa zgodne z regulacjami krajowymi,
- wyłączeniu podlegają kina oferujące filmy pornograficzne.

## Kina w Polsce
W Polsce do sieci Europa Cinemas należy 49 kin (stan na 1 listopada 2024):
Bytom
- BCKino

Częstochowa
- OKF Iluzja

Dąbrowa Górnicza
- Kino Kadr w Pałacu Kultury Zagłębia

Elbląg
- Kino Światowid

Gdańsk
- Kino Kameralne Cafe

Gdynia
- Gdyńskie Centrum Filmowe

Gliwice
- Kino Amok

Gorzów Wielkopolski
- Kino 60 Krzeseł

Jarocin
- Kino Echo

Katowice
- Kino Kosmos
- Kino Światowid
- Kinoteatr Rialto

Kielce
- Kino Fenomen

Konin
- Kino Centrum
- Kino Oskard

Koszalin
- Kino Kryterium

Kraków
- Kino Agrafka
- Kino „Kijów”
- Kino Kika
- Klub Sztuki Filmowej Mikro & Mikroffala
- Kino Paradox
- Kino „Pod Baranami”

Lublin
- Kino Bajka

Łowicz
- Kino Fenix

Łódź
- Kino Charlie

Nowy Sącz
- Kino Sokół

Olsztyn
- Kino Studyjne Awangarda 2

Poznań
- Kino „Apollo”
- Charlie Monroe Kino Malta
- Kino „Muza”
- Kino Pałacowe
- Kino Rialto

Rzeszów
- Kino Zorza

Słupsk
- Kino Rejs

Sochaczew
- Kino Odeon

Szczecin
- Kino Pionier 1907

Warszawa
- Kino „Atlantic”
- Kino Elektronik
- Kinoteka Multiplex
- Kino Kultura
- Kino „Luna”
- Kino „Muranów”
- Kinokawiarnia Stacja Falenica
- U-jazdowski Kino
- Kino „Wisła”

Włoszczowa
- Kino Muza

Wrocław
- Kino Nowe Horyzonty
- Dolnośląskie Centrum Filmowe

Zduńska Wola
- Kino Ratusz